# Tingsha

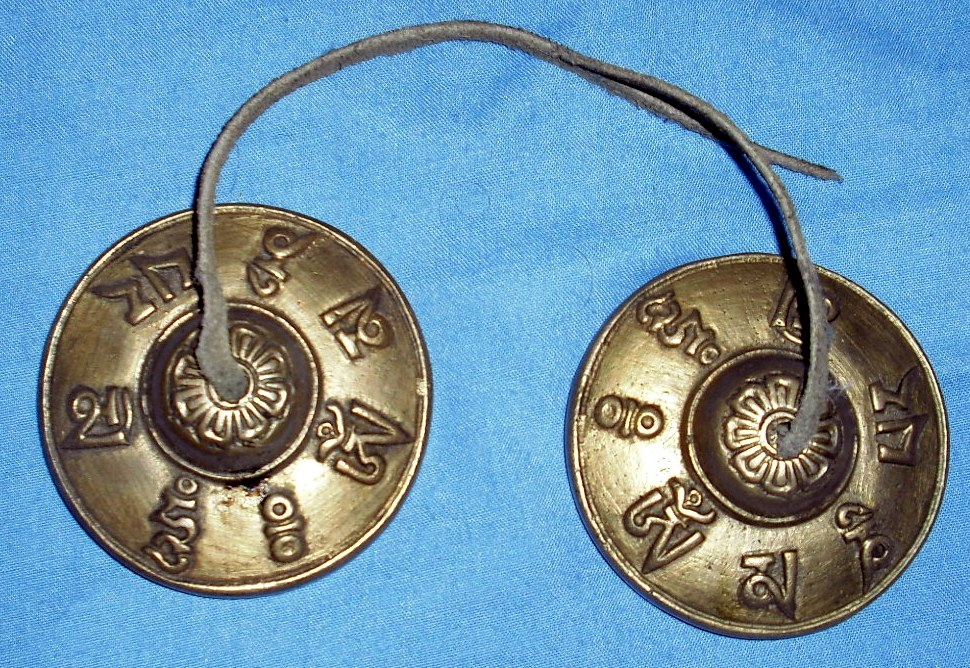
Một cặp chũm chọe Tây Tạng

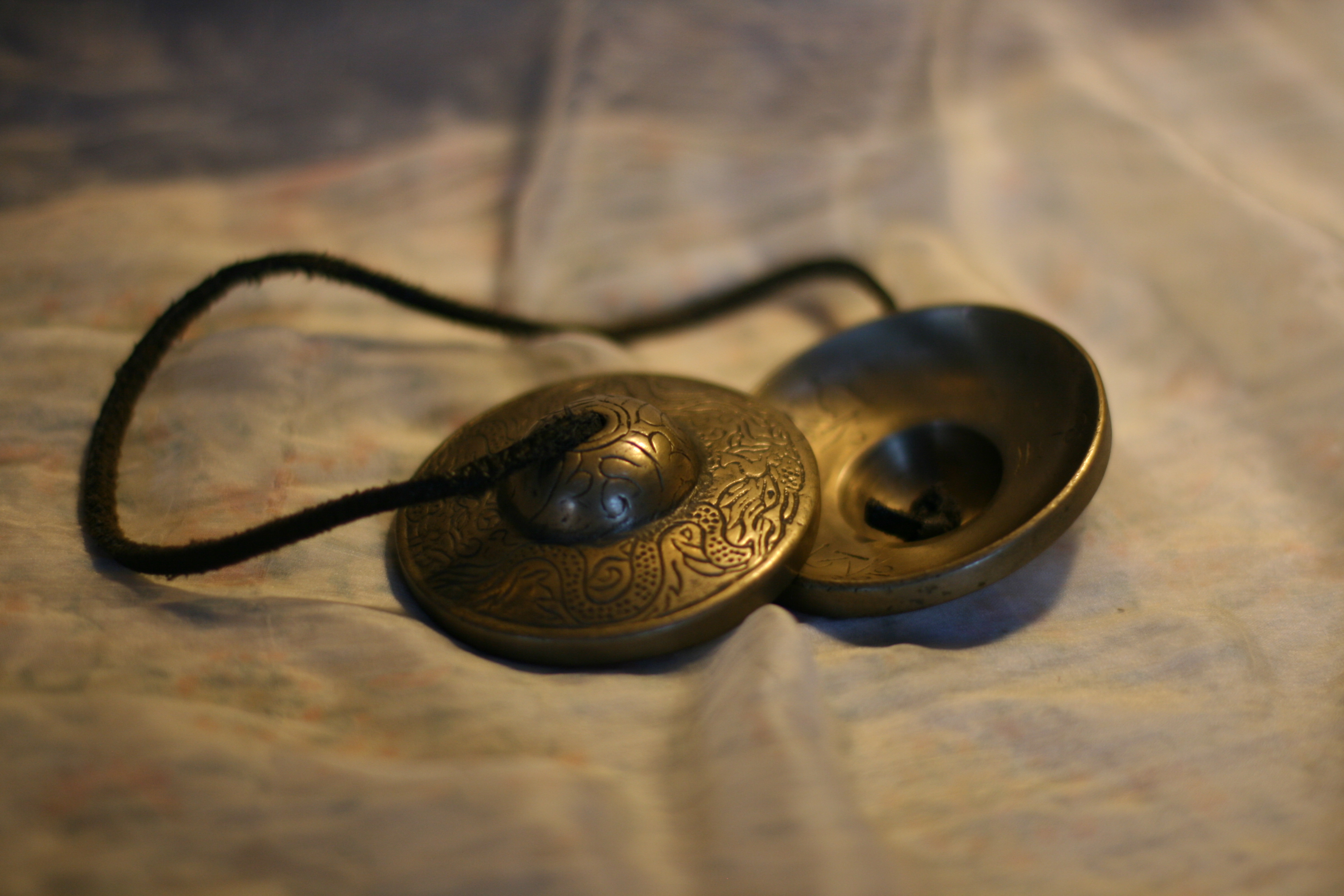
Manjira từ Nepal

Tingsha hay Ting-sha (tiếng Tây Tạng: t=ཏིང་ཤགས/Ting-shags) còn gọi là Chũm chọe Tây Tạng là những chiếc chũm chọe (chập cheng) cở nhỏ được những tín đồ tu theo Phật giáo Tây Tạng sử dụng trong khi cầu nguyện và thực hành nghi lễ. Hai chiếc chũm chọe được nối với nhau bằng dây da hoặc dây xích. Khi sử dụng thì các chiếc chũm chọe đập vào nhau tạo ra âm thanh trong trẻo và cao vút.  Kích thước chũm chọe Tingsha thông thường có đường kính dao động từ 2,5–4 inch. Tingsha rất dày và tạo ra âm thanh chuông dài độc đáo, các món Tingsha cổ được làm từ hợp kim đồng đặc biệt tạo ra âm bội hài hòa. Đối với Tingsha chất lượng cao, cả hai chiếc chũm chọe sẽ khớp với nhau, âm thanh giống hệt nhau hoặc gần như là âm thanh giống hệt nhau. Tuy nhiên, hầu hết các Tingsha không khớp hoàn hảo nên mỗi chiếc tạo ra âm thanh khác biệt rõ rệt. 
Điều này là do quy trình sản xuất hiện đại trong đó nhiều Tingsha được sản xuất cùng lúc và sau đó được ghép không tốt. Những ví dụ chất lượng tốt về đồ cổ hoặc một cặp Tingsha mới được ghép cẩn thận hiếm có sẽ có âm thanh giống hệt nhau. Tingsha cổ rất hiếm và khá đắt. Đôi khi hai chiếc chũm chọe không khớp nhau lại được ghép chung với nhau. Chũm chọe đơn thường được bán kèm một mảnh xương hoặc gỗ, do đó nhạc cụ vẫn hoạt động được ngay cả khi chũm chọe ghép đã bị mất. Tingsha có hình dạng và chức năng độc đáo và khác biệt rõ rệt so với chũm chọe Ấn Độ, Nepal, Trung Quốc, Thổ Nhĩ Kỳ hoặc các loại chũm chọe khác. Ngày nay, tingsha được sử dụng cùng với Chuông bát và các nhạc cụ khác sử dụng trong khi thiền định, lễ nghi âm nhạc và chữa bệnh bằng âm thanh. Các nghệ sĩ như Karma Moffett và Perteson Meneses, Joseph Feinstein đã sử dụng nhiều cặp Tingsha cổ cùng nhau để tạo ra hiệu ứng thảm âm thanh (cơ chế âm thoa cộng hưởng). Tuy nhiên, theo truyền thống, Tingsha được sử dụng như một phần của các nghi lễ Tây Tạng, chẳng hạn như lễ vật dâng lên "ma đói" (ngạ quỷ). Mặc dù ngày nay chúng thường được tìm thấy trong các bản ghi âm nhạc và lớp học yoga, nhưng chức năng thực sự của chúng là một pháp khí, công cụ nghi lễ tôn giáo.